# نينوشك
نينوشك (بالنرويجية: Nynorsk)‏ أي النرويجية الجديدة، هي شكل مكتوب فقط من اللغة النرويجية. تم إنشاء المعايير اللغوية لها من قبل إيفار أوسن خلال منتصف القرن التاسع عشر وذلك لتوفير بديل نرويجي للغة الدنماركية التي كانت تستخدم وتكتب في النرويج في ذلك الوقت. المعايير الأساسية التي تم إنشاؤها في النينوشك قد تم تعديلها بشكل كبير لاحقاً، وقلة صغيرة من المتكلمين بالنينوشك ظلت تستخدم المعايير التي أنشأها إيفار أوسن، والتي تعرف باسم هوغنوشك.
تعتبر النينوشك اللغة الرسمية لحوالي 12% من النرويجيين ويتركزون على الساحل الغربي للنرويج، حيث أن 27% من بلديات النرويج صرحت بأن النينوشك هي لغتها الرسمية، فهي اللغة الرسمية لأغلب بلديات وسكان أربع مقاطعات نرويجية وهي روغالاند، سوغن وفيوردانه، هوردالان وموره ورومسدال.
| النرويجية - Norsk                             |
| --------------------------------------------- |
| اللغه النرويجية                               |
| النحو · الأبجدية ·                            |
| بوكمول · نينوشك · ريكسمول ·                   |
| مجلس اللغة النرويجية · الأكاديمية النرويجية · |

## اقرأ أيضاً
- سبينوشك موردليسته